# جاد ترامپ
جاد ترامپ (انگلیسی: Judd Trump؛ زادهٔ ۲۰ اوت ۱۹۸۹) اسنوکرباز اهل انگلستان (متولد ۲۰ اوت ۱۹۸۹ در پریستون) است. او ۹۵۱ بریک صد و ۸ ماکزیمم بریک در کارنامه دارد. قبل از تبدیل شدن به یک بازیکن حرفه‌ای در سال ۲۰۰۵ موفقیت‌های قابل توجهی در مسابقات جوانان به دست آورده‌است. او یکی از درخشان‌ترین ستارگان نسل جدید اسنوکر محسوب می‌شود و او را محتمل‌ترین گزینه برای شکستن رکوردهای رونی اسالیوان افسانه ای می‌دانند.
در ۳ آوریل ۲۰۱۱، ترامپ اولین عنوان رنکینگ خود را با شکست دادن مارک سلبی در فینال بازی‌های اپن چین بدست آورد.
او سپس برای اولین بار به فینال مسابقات قهرمانی جهان اسنوکر رسید اما در مقابل جان هیگینز شکست خورد، سپس در مسابقات قهرمانی ۲۰۱۱ بریتانیا، در مقابل مارک آلن با نتیجه ۸ بر ۱۰ به پیروزی رسید.
در نوامبر ۲۰۱۲ ترامپ برنده مسابقات قهرمانی بین‌المللی شد و به مدت ۵ هفته رتبه اول جهان را به دست آورد و در ۱۸ فوریه ۲۰۱۳ با تمام تلاش‌هایش توانست به نقطه عطف خود برسد.
در ژوئیه ۲۰۱۴ ترامپ چهارمین رتبه‌بندی خود را در مسابقات استرالیا گولد فیش اوپن، پس از شکست نیل رابرتسون با نتیجه ۵ بر ۹ به دست آورد.
او درفینال مسابقات ورلد گرند پریکس ۲۰۱۵ در مقابل سالیوان ۱۰بر۷ به پیروزی رسید.
در فصل ۲۰۰۵–۲۰۰۶ ترامپ به تور حرفه ای‌ها ملحق شد و در مسابقات welsh open جوان‌ترین بازیکنی بود، که در مرحله نهایی مسابقات رتبه‌بندی قرار گرفت.
ترامپ سومین و جوان‌ترین بازیکن در آن زمان بود که در مسابقات قهرمانی جهان در سال ۲۰۰۷ با شکست دادن جیمز واتن با نتیجه ۵ بر۱۰ توانست لقب جوان‌ترین بازیکن را بدست آورد.
رتبه اول جوان‌ترین بازیکن به استفن هندری و رتبه دوم به سالیوان تعلق گرفت.
در اکتبر ۲۰۱۶ با پیروزی در مقابل رونی اسالیوان با نتیجه ۹ بر ۱۰، عنوان بهترین بازیکن اروپا را از آن خود کرد.
از سال ۲۰۱۹ تا سال ۲۰۲۱ را اوج دوران ترامپ می‌دانند. وی در این مدت موفق به کسب ۱۵ قهرمانی شد که شاخص‌ترین آن‌ها می‌توان قهرمانی در مسابقات مسترز و مسابقات قهرمانی جهان سال ۲۰۱۹ از سری مسابقات تاج سه‌گانه با پیروزی مقابل رونی اسالیوان و جان هیگینز را نام برد.
او در فصل ۲۰–۲۰۱۹ به دومین بازیکن تاریخ اسنوکر پس از نیل رابرتسون تبدیل شد که موفق به زدن بیش از۱۰۰ سنچوری بریک (بریک ۱۰۰) در یک فصل ار تور مسابقات اسنوکر می‌شود.
وی در سال ۲۰۲۲ نیز برای سومین بار به فینال مسابقات قهرمانی جهان راه یافت اما در آنجا مقابل رونی اسالیوان شکست خورد.
او یازدهمین بازیکن تاریخ اسنوکر است که موفق به کسب قهرمانی در هر سه مسابقات تاج سه‌گانه شده‌است.
تمرینات ترامپ در کنار jack lisowski و liang wenbo در grove snooker academy در لندن انجام گرفت و در حال حاضر ۹۳۳ سنچری بریک به ثبت رسانده و در رنکینگ جهانی، جایگاه سوم را به دست آورده‌است او همچنین ۸ بریک ۱۴۷ (ماکزیموم بریک) در کارنامه خود به ثبت رسانده‌است.